# Pas perillós
Pas perillós (títol original: The Passage) és una pel·lícula britànica dirigida per J. Lee Thompson el 1979. Ha estat doblada al català.

## Argument
Durant la Segona Guerra Mundial, la resistència francesa contracta un basc espanyol per fer travessar la frontera al professor Bergson i la seva família. Aviat, són perseguits per un perillós nazi sàdic.

## Repartiment
- Anthony Quinn: el basc
- James Mason: Professor Bergson
- Malcolm McDowell: Von Berkow
- Christopher Lee: Gitan
- Patricia Neal: Ariel
- Michael Lonsdale: Renoudot
- Kay Lenz: Leah
- Marcel Bozzuffi: Perea
- Paul Clemens: Paul
- Peter Arne: un guia

## Al voltant de la pel·lícula
La major part d'aquest film ha estat rodat als Alts Pirineus
L'equip té la seva base a Tarbes i les preses es van fer al col du Soulor, a Arreau, a Pierrefitte-Nestalas i Argelès Gazost, a l'abadia de l'Escaladieu, al pont d'Espagne i a la regió de Marcadau.